# 滨海拉约勒卡纳代勒
滨海赖奥勒卡纳代勒（法語：Rayol-Canadel-sur-Mer，法語發音：[ʁajɔl kanadɛl syʁ mɛʁ]）是法国普罗旺斯-阿尔卑斯-蓝色海岸大区瓦尔省的一个市镇，位于该省南部偏东，属于德拉吉尼昂区。

## 地理
滨海拉约勒卡纳代勒（43°9'31"N, 6°27'42"E）面积6.83 平方千米，位于法国普罗旺斯-阿尔卑斯-蓝色海岸大区瓦尔省，该省份为法国东南部沿海省份，北起上普罗旺斯阿尔卑斯省，西北角与沃克吕兹省接壤，西接罗讷河口省，南濒地中海，东临滨海阿尔卑斯省。
与滨海拉约勒卡纳代勒接壤的市镇（或旧市镇、城区）包括：滨海卡瓦莱尔、勒拉旺杜、拉莫勒。

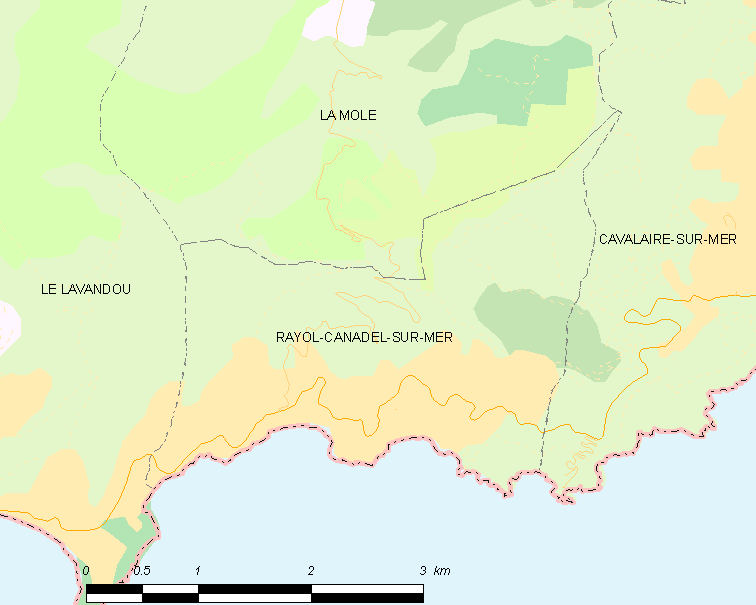
滨海拉约勒卡纳代勒的OSM定位图

滨海拉约勒卡纳代勒的时区为UTC+01:00、UTC+02:00（夏令时）。

## 行政
滨海拉约勒卡纳代勒的邮政编码为83820，INSEE市镇编码为83152。

## 政治
滨海拉约勒卡纳代勒所属的省级选区为拉克罗县。

## 人口

1962-2008年间滨海拉约勒卡纳代勒人口变化图示

滨海拉约勒卡纳代勒于2022年1月1日时的人口数量为644人。